# Gymnostoma papuanum
Gymnostoma papuanum är en tvåhjärtbladig växtart som först beskrevs av Spencer Le Marchant Moore, och fick sitt nu gällande namn av Lawrence Alexander Sidney Johnson. Gymnostoma papuanum ingår i släktet Gymnostoma och familjen Casuarinaceae. Inga underarter finns listade i Catalogue of Life.